# Live (album Simona Webbe)
Live to album nagrany przez Simona Webbe w Birmingham National Indoor Arena 27 maja 2007. Tuż po koncercie fani Simona mogli już ściągnąć zarejestrowaną ścieżkę w postaci albumu.  Live CD zawiera utwory z płyt Sanctuary oraz Grace, a także piosenki artystów, które wpłynęły na twórczość Simona: Blue, Lenny Kravitz, Oasis, The Killers  and Muse.

## Lista piosenek

### CD 1
1. Sanctuary
2. Ashamed
3. Don't Wanna Be That Man
4. After All This Time
5. Free
6. A Little High
7. Lay Your Hands
8. Lay Your Hands (remix)
9. Ready or Not (The Fugees) – I Don't Wanna Know (Medley)
10. All About You – Wonderwall (Medley)
11. Run
12. All I Want

### CD 2
1. Thanks – Part 1
2. My Soul Pleads For You
3. That's the Way It Goes
4. When You Were Young
5. Supermassive Black Hole
6. Fly Away
7. Blue Medley – Part 1
8. Blue Medley – Part 2
9. Thanks – Part 2
10. Grace
11. Seventeen
12. Coming Around Again
13. Ride the Storm
14. No Worries